# سید غلامرضا سعیدی
سیّد غلامرضا سعیدی (۱۲۷۴–۱۳۶۷) نویسنده و مترجم دینی معاصر ایران بود.

## زندگی
سیّد غلامرضا سعیدی در سال ۱۲۷۴ هجری شمسی در روستای نوزاد از توابع شهرستان درمیان واقع در استان خراسان جنوبی، به دنیا آمد. پدر وی سید محمد، از سادات حسینی نسب که منتسب به سادات میرآفتاب است و مادرش بی بی رقیه و از سادات حسینی است.

در سن ۵ یا ۶ سالگی، وی را به قالیبافی فرستادند و پس از ۶ ماه وارد مکتبخانه ده شد. در آن تاریخ، مکتب این دهکده از دختر و پسر ۶۰، ۷۰ شاگرد خردسال می‌پذیرفت، و او تا سن ۸ سالگی در نوزاد بود. پدرش غالباً در هرات به سر می‌برد، او سرمایه‌دار کوچکی بود و بعد، از هرات آمد و خانواده را به بیرجند برد. پس از رفتن به بیرجند در مدرسه شوکتیه که تازه تأسیس شده بود به تحصیل اشتغال می‌ورزد.
سیّد غلامرضا سعیدی حدود هفت سال در این مدرسه به تحصیل پرداخت و زبان عربی و فرانسه را فراگرفت و زبان انگلیسی را در خارج از مدرسه آموخت مطالعات متنوع و آشنائی به زبان‌های خارجی افق فکر او را عمیق ساخت و به تحقیق و مطالعه در زمینه‌های مختلف پرداخت. سعیدی برای ادامه تحقیقات به هندوستان رهسپار می‌شود و در دانشگاه علیگر ضمن برخورد با افکار و اندیشه‌های متفکرین اسلامی و آشنائی با شخصیت‌هایی همچون علامه دکتر محمد اقبال لاهوری آشنا می‌شود.

## فعالیت‌های دیگر
سعیدی پس از اتمام تحصیلات، مدت ۲ یا ۳ سال در بانک خدمت نمود. سپس به تدریس در مدرسه شوکتیه پرداخت. از جمله فعالیت‌های دیگر وی، همکاری با مطبوعات و نگارش مقالات متعدد بود. وی همچنین سفرهایی از جمله به هندوستان، عراق، پاکستان، سوریه، لبنان و حجاز داشته و در مجامع علمی و اسلامی شرکت نمود.
در سال ۱۳۲۳ به عراق مسافرت و با آیه‌الله شیخ محمدحسین کاشف الغطا آشنا شد و از محضر وی کسب فیض نمود. همچنین در سفر پاکستان با سید ابوالعلی مودودی آشنا و کسب دانش کرده‌است. در سال ۱۳۲۴ اتحادیه مسلمین ایران را با همکاری بعضی از دوستان همفکر تأسیس و راه‌اندازی کرد.
سعیدی در سال ۱۳۲۷ به انگلستان مسافرت و در کنگره اسلامی مسلمانان شرکت می‌نماید. وی از اولین نظریه پردازانی بود که پیشنهاد کرد شهر مکه و مدینه باید به صورت بین‌المللی اداره شود.

وی تعدادی از آثار اقبال لاهوری را ترجمه کرد و در بسیاری از افکار خود تحت تأثیر وی قرار گرفته‌است و وی را یکی از اقبال شناسان ایرانی می‌دانند. سعیدی همچنین با کسروی در مجله پیمان همکاری داشت که پس از ۲ سال و تغییر عقاید کسروی، همکاریش را با وی قطع نمود. سعیدی هم‌چنین به خاطر تألیف کتاب خطر جهود برای اسلام و ایران تحت تعقیب نیروهای امنیتی قرار گرفت. 

وی شاگردان زیادی را تربیت نموده است که می‌توان از دکتر علی شریعتی و دکتر مصطفی چمران نام برد.
سید جعفر شهیدی داماد سعیدی بود و در برخی موارد پژوهشی و تألیفی با یکدیگر همکاری داشتند.

## درگذشت
سید غلامرضا سعیدی در ۲۲ آذر ماه ۱۳۶۷ در ۹۳ سالگی در بیرجند درگذشت و در قم به خاک سپرده شد.

## پیام تسلیت رئیس جمهور وقت
وقتی خبر درگذشت   سعیدی به نهاد ریاست جمهوری رسید، سید علی خامنه‌ای در پیامی درگذشت او را تسلیت گفت. پیامی که بخش‌هایی از زندگی و خدمات ارزنده او را ارج نهاده بود:
درگذشت نویسنده و مترجم نامدار مرحوم آقای سید غلام رضا سعیدی را به بازماندگان و دوستان و ارادتمندان ایشان و به جامعه علمی و فرهنگی کشور، تسلیت می‌گویم. این عنصر صدیق و دلسوز و خدمتگزار اسلام، در طول سال‌های با برکت عمر خویش، با فحص و تحقیق و نگارش و ترجمه، آثاری پدید آورد که بی‌شک در نشر افکار نوین اسلامی، دارای تأثیر بود و به خاطر همین آثار است که حقاً باید او را در زمره‌ پیشروان نهضت اسلامی در ایران شمرد. او همچنین انسانی وارسته و پاکدامن و متواضع و غیور و مبارز بود. به مسائل جهان اسلامی اهتمام می‌ورزید و در راه تشکیل نظام اسلامی تلاش فرهنگی ارزنده‌ای می‌کرد. عمر طولانی و پر برکت و پر ماجرای او با پاکی و پاکدامنی سپری شد، پاک زیست و پاک به جوار الهی پر گشود، رحمت خدا بر او و یاد او گرامی باشد. 

## آثار
سعیدی دستی به قلم داشته و مقالاتی نیز نگاشته است که بیشتر در زمینه علوم و معارف اسلامی است:
- اسلام وطب جدید
- کمونیزم و اخلاق
- خطر جهود برای ایران و اسلام
- برنامه انقلاب ایران (۱۳۵۷)
- اسلام و جاهلیت
- جنگ و صلح در اسلام
- رسول اکرم در میدان جنگ
- پاکستان
- مسئله کشمیر
- متجاوز کیست؟
- قائد اعظم محمد علی جناح
- عذر تقصیر به پیشگاه محمد و قرآن (ترجمه)
- مبادی اسلام و فلسفه احکام
- زندگی حضرت محمد (ص)
- اقبال شناسی
- فلسفه و تربیت
- عایشه همسر پیغمبر (ص)
- منشور جهانی اسلام
- ماجرای سقیفه
- داستان هائی از زندگی پیامبر (ص)
- فرد و اجتماع
- جلوه حق در اندونزی
- عمار یاسر
- اول اخلاق ما، بعد تمدن آن‌ها
- پیمان جوانمردان
- وظیفه روشنفکران و دگرگونی ایدئولوژی‌ها
- فریاد فلسطین
- منشور نهضت اسلامی
- جمال عبدالناصر
- فلسفه اقبال
- الجزایر پیروز
- غذای فکر برای مسیحیان
- بزرگترین مرد تاریخ
- پیشرفت سریع اسلام
- انگیزیسیون یا محکمه تفتیش عقاید
- ناسیونالیسم و انترناسیونالیسم
- مبانی اخلاقی برای جنبش اسلامی
- اسلام و غرب
- توطئه خاور شناسان
- اسلام به زبان ساده
- شالوده علوم جدید در اسلام
- جاذبه اسلام
- سید جمال الدین مفخر شرق
- بحران فعلی جهان
- سکولاریزم
- اندیشه اقبال لاهوری
- روح فرهنگ اسلام

و مقالات متعدد دیگر که در نشریات گوناگون به چاپ رسیده است که بالغ بر ۹۰ جلد می‌باشد.